# بام (جاجرم)
بام (جاجرم)، روستایی از توابع بخش جلگه شوقان شهرستان جاجرم در استان خراسان شمالی ایران است.

## جمعیت
این روستا در دهستان شوقان قرار دارد و براساس سرشماری مرکز آمار ایران در سال ۱۳۸۵، جمعیت آن ۲۴۱ نفر (۶۸خانوار) بوده‌است.